# Dar'ja Dmitrieva
Dar'ja Andreevna Dmitrieva (in russo Дарья Андреевна Дмитриева?; traslitterazione anglosassone Daria Andreyevna Dmitrieva; Irkutsk, 22 giugno 1993) è un'ex ginnasta russa.

## Biografia
È allenata da Ol'ga Buyanova, che ha allenato ginnaste come Oksana Kostina e Natal'ja Lipkovskaja.
Nel 2009 Dar'ja hanno fatto irruzione nella scena internazionale gareggiando nelle competizioni importanti come Corbeil-Essonnes. È stata selezionata da Irina Viner per far parte della squadra nazionale russa, Dar'ja Dmtrieva andò ai campionati mondiali di Mie come parte della squadra nazionale con Evgenija Kanaeva, Ol'ga Kapranova e Dar'ja Kondakova. In qualifica ha gareggiato solo con la palla e ha aiutato la sua squadra a vincere l'oro nella gara a squadre. Si è qualificata all'esercizio finale con un punteggio di 27,500 e ha finito al quarto posto dietro l’Ucraina Hanna Bezsonova.
Nel 2010 Dar'ja era ancora parte della squadra nazionale russa e nel 2010 nei Campionati del Mondo a Mosca ha aiutato la sua squadra a vincere la medaglia d'oro nella gara a squadre e si è qualificata nelle finali per la palla e il nastro. In finale con la palla ha segnato un punteggio di 28,650 per poi vincere la medaglia d'argento essendo stata superata di 0,050 punti dalla compagna di squadra Evgenija Kanaeva, e ha poi segnato al nastro un punteggio di 28,825 vincendo la medaglia d'oro.
Dar'ja Dmitrieva ha vinto la Coppa del Mondo di Tashkent nell'all-around, ha poi partecipato alle Universiadi 2011 in estate e ha vinto la medaglia argento nell'all-around e la medaglia d'oro battendo nella finale col nastro la compagna di squadra, campionessa olimpica, Evgenija Kanaeva.
Nel 2012, ha gareggiato in Coppa del Mondo a Kiev e ha vinto l'oro nell'all-around, nel cerchio e con il nastro piazzandosi davanti all'ucraina Alina Maksymenko. Un infortunio al piede la costrinse a ritirarsi dalla serie World Cup a Tashkent e dalla selezione per un posto al campionato europeo.
Sempre nel 2012 ha partecipato alle Olimpiadi di Londra classificandosi seconda e vincendo quindi la medaglia d'argento alla finale individuale all-around, superata dalla Kanaeva e seguita dalla bielorussa Ljuboŭ Čarkašyna.

## Palmarès

### Olimpiadi
- 1 medaglia:
  - 1 argento (concorso individuale a Londra 2012).

### Mondiali
- 5 medaglie:
  - 4 ori (gara a squadre a Mie 2009[senza fonte]; nastro, gara a squadre a Mosca 2010; gara a squadre a Montpellier 2011).
  - 1 argento (palla a Mosca 2010).

### Europei
- 3 medaglie:
  - 2 ori (gara a squadre a Minsk 2011).
  - 1 bronzo (palla a Minsk 2011).

### Europei juniores
- 1 medaglia:[senza fonte]
  - 1 oro (nastro a Torino 2008).[senza fonte]